# Force armée étudiante

La Force armée étudiante (birman : ကျောင်းသားလက်ရုံးတပ်တော် , Kyāungthā Letyōn Tattaw ; abrégé en SAF ou ကလတ) est une organisation de résistance armée en Birmanie,.

## Histoire
En réponse au coup d'État de 2021 en Birmanie, les membres des syndicats d'étudiants universitaires (my) basés à Rangoun reçoivent une formation militaire de base dans la zone libérée de l'Armée d'Arakan et, avec le soutien de l'Armée d'Arakan, forment la Force armée étudiante le 27 avril 2021, avec 22 dirigeants,,.
Le 24 janvier 2022, la Force armée étudiante mène une attaque contre une colonne de 60 soldats de la Tatmadaw dans les jungles de la région de Magway, faisant neuf morts. L'ancienne actrice Honey Nway Oo (en) sert actuellement en tant qu'officier supérieur dans la force.